# Союз международных торговых товариществ
Союз международных торговых товариществ — организован в Петрограде представителями промышленности, торговли и бюрократии к июлю 1918 в целях «содействия развитию товарообмена России с иностранными государствами и облегчения условий русской внешней торговли». Ставил перед собой задачи: организации экспортно-импортных товариществ путём объединения экспортеров и импортеров «при непременном сохранении за каждым из участников Союза и товариществ полной самостоятельности в торговой деятельности»; привлечения в Союз и объединения на этой основе страховых, транспортных, товароскладочных и кредитных учреждений; представления интересов участников Союза «согласно существующим и могущим быть установленными законоположениям» и др.
Во главе Союза стоял Совет, разделенный на два собрания (в Петрограде и Москве) и — для решения текущих дел — Правление. Членами Совета были: Н. Н. Покровский (пред.), А. Н. Вентцель (вице-председатель), гр. Э. Ф. Берг, С. В. Габриэль, барон А. Г. Гинцбург, М. М. Гире, Н. И. Гучков, Н. И. Жаба, В. К. Кистер, А. В. Кривошеин, К. П. Лазарев, Н. Е. Молчанов, Г. Л. [Нобель], С. К. Подгурский, В. В. Прилежаев, В. И. Тимирязев, И. И. [Тхоржевский] и Б. Е. Шацкий; в Правление вошли: Е. С. Каратыгин (председатель), А. К. Бабиевский (директор-распорядитель), Н. И. Арбузов, А. Н. Вентцель и С. А. Шателен.
Правление заседало в бывшем дворце вел. князя Владимира Александровича на Дворцовой набережной.
Одновременно с объявлением об открытии Союза при нем были образованы товарищества по торговле с отдельными странами или отдельными группами товаров. Товарищества брали на себя: исполнение поручений по комиссии, покупке, продаже и транспорту товаров; ссуды под залог товаров; защиту интересов своих членов в арбитражных судах; устройство выставок, курсов, лекций, музеев образцов и т. п.; выпуск сборников, периодических изданий и трудов; рекламные публикации. Каждое товариществоо избирало своего представителя в Совет Союза.
Сообщалось, что «уже организованы и приступили к операциям» 12 товариществ по торговле с разными странами, а 7 других «находятся в стадии организации». Среди последних было Русско-Датское. В конце июля сообщалось об организации при Союзе продовольственного отдела с планами экспорта американского хлеба и норвежской рыбы. Вопрос об экспортных товариществах обсуждался в Центральном Народно-(бывш. Военно-) Промышленном Комитете, Экспортной Палате и Совете съездов представителей средней и мелкой промышленности.
Претворение в жизнь декрета о монополии внешней торговли (22 апреля 1918) положило конец деятельности Союза. Но в декабре 1918 еще продолжался его организационный период. Тогда писали, что Союз «задался широкими целями, но… благодаря политическим событиям, задачи эти едва ли могут быть приведены в исполнение».